# Ernesto Vidal
Ernesto José Vidal (15. listopad 1921, Buje – 20. únor 1974) byl uruguayský fotbalista narozený na území dnešního Chorvatska (tehdy Itálie). Měl přezdívku "El Patrullero". Nastupoval především na pozici útočníka.
S uruguayskou reprezentací vyhrál mistrovství světa roku 1950. Na vítězném šampionátu nastoupil ke třem utkáním a vstřelil jeden gól, v zápase základní skupiny D proti Bolívii, když v 18. minutě zvyšoval na 2:0 (Uruguay nakonec vyhrála 8:0).  V národním týmu působil v letech 1950–1952 a celkem za něj odehrál 8 utkání, v nichž vstřelil 2 branky.
S Peñarolem Montevideo se stal mistrem Uruguaye (1951).